# Große Moosjungfer
Die Große Moosjungfer (Leucorrhinia pectoralis) ist eine mittelgroße Libellenart aus der Familie der Segellibellen (Libellulidae) und wird in die Gattung der Moosjungfern (Leucorrhinia) eingeordnet. Die erste Beschreibung erfolgte 1825 anhand eines männlichen Tieres aus Europa durch Charpentier. Der dieser Beschreibung zugrunde liegende Holotyp befindet sich heute im Naturhistorischen Museum in Paris.

## Merkmale
Die Große Moosjungfer erreicht eine Körperlänge von 3,5 bis 4,5 Zentimetern und eine Flügelspannweite von durchschnittlich 5,5 bis 6,5 Zentimetern. Am Ansatz der Flügel zeigt sich manchmal ein schwarzer Schatten, der bei den Vorderflügeln auch fehlen kann. Typisch für junge Männchen ist die Reihe gelber Flecken auf den Segmenten des Hinterleibs, die sich mit zunehmendem Alter allerdings ins Braune verfärben. Eine Ausnahme bildet dabei jedoch der letzte Fleck auf Segment 7, der auch bei alten Tieren ein arttypisches, gelb leuchtendes (zitronengelbes) „Schlusslicht“ darstellt. Die „stämmig“ wirkenden Weibchen haben dagegen große, dunkelgelbe Hinterleibsflecken.
Ähnliche Arten sind unter anderem die Nordische Moosjungfer (Leucorrhinia rubicunda) und die Kleine Moosjungfer (Leucorrhinia dubia), die beide auch syntop vorkommen können.

## Lebensraum und Lebensweise
Bevorzugte Entwicklungsgewässer sind besonnte, fischfreie und mesotrophe Stillgewässer, insbesondere in Moorgebieten. Die Gewässer, z. B. aufgelassene Torfstiche, benötigen einige offene Bereiche, völlig zugewachsene Gewässer werden von der Art gemieden.
Die Männchen verhalten sich am Gewässer meist träge und sitzen gerne auf senkrechten Pflanzenstrukturen, wie Grashalmen, Seggen, Rohrkolben oder den Fruchtständen des Wollgrases. Vagabundierende Tiere sind allerdings auch nicht selten abseits der Entwicklungsgewässer zu finden. Die Flugzeit der Art ist von Anfang Mai bis Mitte Juli.

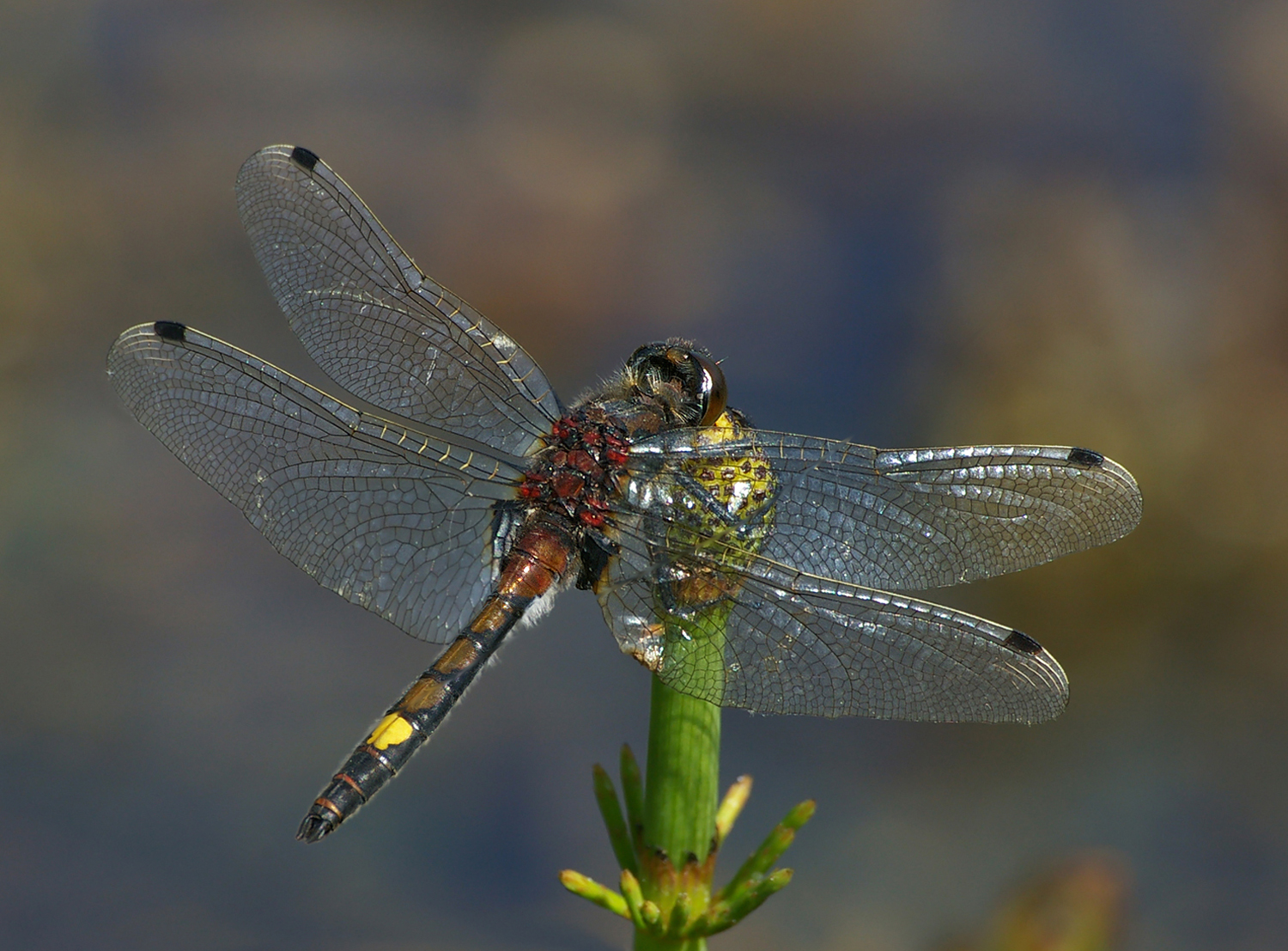
Ausgefärbtes Männchen mit dem typischerweise leuchtend gelb bleibenden hintersten Abdomenfleck

Die Paarung beginnt im Flug. Danach sitzt das Paar ca. 15 Minuten lang in der Vegetation am Ufer. Die Eier werden unter der Bewachung des Männchens frei ins Wasser gelegt – an seichten, sich gut erwärmenden Stellen über dunklem Grund. Die Imagines können große Strecken zurücklegen und man findet sie auch an Gewässern, die für eine Entwicklung der Larven kaum geeignet sind.
Die Larven haben normalerweise eine zwei- oder dreijährige Entwicklungszeit bis zur Emergenz. Es konnte allerdings auch schon eine einjährige Larvenentwicklungsdauer nachgewiesen werden, was jedoch die Ausnahme darstellt. Die Larven erreichen eine Körperlänge von 20 bis 22 mm.

## Gefährdung und Schutz
Nach dem Bundesnaturschutzgesetz ist die Große Moosjungfer „streng geschützt“, in der Fauna-Flora-Habitat-Richtlinie wird sie als eine von wenigen Libellenarten in den Anhängen II und IV geführt.
In der Roten Liste Deutschlands wird die Art derzeit als „gefährdet“ eingestuft. Ursachen hierfür sind die Trockenlegung von Teichen (Frosteinwirkung auf dem Teichboden), Schadstoff- und Nährstoffeinträge in Gewässer, zu intensive fischereiwirtschaftliche Nutzungen, die Zerstörung von Unterwasser- und Ufervegetation bzw. ganzer Gewässer (z. B. durch Verfüllung), die komplette Verlandung vorhandener Larvengewässer und die Entwässerung und Abtorfung von Mooren.